# Metamodernisme
Metamodernisme er den foreslåede samlebetegnelse for en række udviklinger indenfor filosofi, æstetik og kultur, som er fremkommet fra, og som reaktion på, postmodernismen. Et relateret begreb er post-postmodernisme.
| Mode | Spire Denne artikel om mode er en spire som bør udbygges. Du er velkommen til at hjælpe Wikipedia ved at udvide den. |